# ギャリー・マリー
ギャリー・マリー（Gary Marry 1969年8月8日）は南アフリカ共和国の野球選手。右投右打。ポジションは投手。
2006年のWBCでは36歳のベテランながらも南アフリカ代表に選出。初戦のカナダ戦でリリーフ登板を果たした。その後は代表を引退している。